# Хейуърд
Хейуърд (Hayward) е град в окръг Аламида, в района на залива на Сан Франциско, щата Калифорния, САЩ. Хейуърд е в източната част на моста Сан Матео-Хейуърд, който прекосява Санфранциския залив и води до Фостър Сити от другата страна на залива до Санфранциския полуостров.

## География
Хейуърд е с обща площ от 163,30 кв.км. (63 мили2).

## Население
Хейуърд е с население от 140 030 души. (2000)

## Съседни градове
- Кастро Вали (на север)
- Юниън Сити (на юг)